# Cinema amateur
El cinema amateur és l'art de realitzar cinema a títol d'aficionat, sovint amb un baix pressupost, amb l'objectiu de fer una pel·lícula per la passió i el plaer de fer-la, i no per a fins comercials. Tanmateix, el cinema amateur, com a fenomen, comprèn més que el rodatge aïllat de pel·lícules no professionals. Cal recordar-lo com un moviment organitzat d'aficionats, interessats a compartir experiències, visionats i una certa disciplina, recompensada amb premis i reconeixements atorgats des del que va ser una xarxa d'associacions que culminava en la UNICA (Unió Internacional de Cine Amateur), fundada el 1931 i encara en actiu.

## A Catalunya
El cinema amateur existeix des dels anys pioners del setè art i Catalunya, com a epicentre des del qual es va introduir el cinema, ha estat sempre un focus fèrtil i actiu.
En la dècada dels trenta es van fundar les primeres institucions de cinema amateur. La Secció de Cinema Amateur del Centre Excursionista de Catalunya (1932) va ser la pionera i la més gran entitat d'aquest tipus. Aviat, no obstant això, van sorgir altres sigles i associacions amb interessos comuns, com l'Associació de Cinema Amateur del Foment de les Arts Decoratives (1932), una de les més destacables i amb la qual va mantenir una certa rivalitat. En la dècada dels cinquanta, el cinema amateur va guanyar visibilitat gràcies a les primeres publicacions que en recorrien la història, com El Cinema amateur espanyol (Josep Torrella, 1950), a la publicació de revistes, com Otro Cinema (1952), i a la celebració a Barcelona del XIII Concurs Internacional de la UNICA.
Els anys seixanta van ser els de l'expansió i van suposar, a més, un relleu generacional. En aquesta etapa es van produir certes friccions entre l'autocomplaença que caracteritzava l'ambient 'cineista' i l'agitació que envaïa la resta de l'escena cultural. Els anys setanta van marcar l'inici del declivi: l'alternatiu no podia permetre's res que no fos immediat, compromès i contundent, coses que aquest cinema no representava. Paradoxalment, amb la democratització del mitjà audiovisual, el vídeo, va arribar l'ocàs de l'amateur.
El cineasta amateur havia nascut amb la comercialització de formats de maneig simple i accessibles a la seva butxaca. Els principals formats associats a la producció amateur han estat el 9,5 mm (1922), el 16 mm (1923), el 8 mm (1932) i el super-8 (1965). La idea de fer cinema per compte propi era tan estimulant com la possibilitat d'articular una sessió cinematogràfica de manera autònoma, on fos i al gust d'un particular minoria. Són dos conquestes estretament relacionades, però diferents.
La primera posa a les mans de qualsevol un fetitxe màgic, sofisticat i associat al glamur, els viatges i l'aventura. El segon és un dispositiu de prestigi social, al voltant del qual es reuneixen i creixen afinitats de tota classe, artístiques, polítiques o identitàries. De vegades, tot alhora.

## Context
En conjunt, les pel·lícules amateurs han patit a Catalunya de poca ambició i les sessions que conformaven, atès el costum general de no rebutjar ningú, podien enfonsar qualsevol en l'ensopiment. Tanmateix, constitueixen avui un llegat documental de gran valor, ja que aquests cineistes, com els agradava anomenar-se, no solament es van fixar en temes i territoris desatesos per la mirada oficial, sinó que, fins i tot en les ficcions i pel·lícules familiars, van enregistrar aspectes de la vida quotidiana que avui es consideren fonamentals per estudiar i representar temps passats.
Tot cinema, sol dir-se, acaba per ser documental. L'amateur, també. Alguns 'cineistes', a més, tenien el que s'exigeix a un artista: visió, personalitat i coratge. El seu llegat són documents extraordinaris de la nostra societat.
Perfectes exemples serien la mirada furtiva d'de l'Alegre Paralelo (Josep Maria Ramon i Morera i Enric Ripoll-Freixes, 1961), la irreverent Un Viernes Santo (Joan Gabriel Tharrats i Vidal, 1960) o les àcides cròniques socials de Carles Barba: Aspectes i personatges de Barcelona (1964) i Barcelona Show (1967).
L'activitat amateur, curiosament, sol polaritzar-se entre relats testimonials d'aparent objectivitat i treballs de clara ambició artística, de tall poètic, simbòlic, i sovint formalment experimentals.
Destaquen, entre els primers, alguns treballs de Joan Francesc de Lasa, Si la Rambla pudiera hablar (1954) i entre els segons peces de Delmiro de Caralt com Memmortigo? (1934), considerada com una de les millors produccions en aquest àmbit; L'home important (1935), de Domènec Giménez i Botey o Gotas de Pere Font i Marcet (1952), també premiada en nombrosos festivals. Altres exercicis interessants, ja en el camp de l'animació, han estat El Ballet burlón, de Fermín Marimón (1961), i Pintura 62, de Ton Sirera (1962), l'enginy i l'acabat de les quals les han fet transcendir del vedat amateur a altres esferes de consideració. Ambdues van ser seleccionades per al programa itinerant Del éxtasis al arrebato (CCCB-SEACEX, 2010), que ha portat als millors centres d'art del món el cinema experimental espanyol.
Altres animadors amb un gran reconeixement, potser el més important entre tots els amateurs, han estat Joan Baca i Toni Garriga, el treball dels quals revisa amb humor i oportunitat molts temes humans i socials de naturalesa espinosa, i més en aquells anys. Una de les seves pel·lícules més emblemàtiques és Sex (1970).
Finalment, cal destacar dos autors les úniques aventures professionals dels quals van donar lloc a magnífiques cintes, desgraciadament ignorades en el seu temps i oblidades després durant dècades. Són Llorenç Llobet i Pere Balaña, que van firmar, respectivament, Vida en sombras (1947) i El último sábado (1966).

## Valorització i reconeixement
Amb motiu del centenari del cinema amateur a Catalunya, el 2024 la Filmoteca va inaugurar l'exposició Fora de casa: Cinema amateur a Catalunya 1924-1940... comissariada per Enrique Fibla i Ignasi Renou. L'exposició fa un recorregut pels primers anys d'aquesta pràctica al país tot posant en valor el fet que el cinema amateur va ser una primera escola de cinema i, a la vegada, un arxiu visual i documental únic sobre els anys vint i trenta. A la mostra destaquen els contactes dels cineastes amateurs catalans amb cineclubs, revistes i altres entitats promotores del cinema amateur d'arreu del món, demostrant que aquesta pràctica era part d'un moviment internacional.